# 4分間のピアニスト
『4分間のピアニスト』（よんぷんかんのぴあにすと、Vier Minuten）は、クリス・クラウス監督、モニカ・ブライプトロイ、ハンナー・ヘルツシュプルング主演の2006年のドイツ映画である。

## 概要
獄中の天才ピアニストと、ピアノ教師の魂のぶつかり合いを描いた映画。ドイツ・アカデミー賞では8部門でノミネートされた。
クリューガーは実在する人間である。監督クリス・クラウスが脚本執筆の参考にするため気になる人間についての情報を収集していた際に、刑務所でピアノを教えるクリューガーの写真を見つけ、そこから構想を練ったのだという。
ハンナーは1200人のオーディションから選ばれた。ピアノは触ったことがなかったといい、撮影前6ヶ月で特訓した。

## あらすじ
80歳のピアノ教師トラウデ・クリューガーは、女性刑務所内で、殺人罪の判決を受けた21歳のジェニーと出会う。ジェニーは天才ピアニストと騒がれた過去があったが、道を踏み外し、刑務所内でもたびたび暴力を振るう問題児となっていた。しかしジェニーの才能を見たトラウデは、所長に頼み込んでジェニーとの特別レッスンを始めた。

## キャスト
※括弧内は日本語吹替
- トラウデ・クリューガー - モニカ・ブライプトロイ（谷育子）
- ジェニー・フォン・レーベン - ハンナー・ヘルツシュプルング（世戸さおり）
- ミュッツェ - スヴェン・ピッピッヒ（石住昭彦）
- アイゼ - ヤスミン・タバタバイ（織田茉実）
- コワルスキー - リッキー・ミューラー（蓮池龍三）
- メイヤービヤー刑務所長 - ステファン・クルト（吉見一豊）